# Pohořelice
Pohořelice (niem. Pohrlitz) – miasto w Czechach, w kraju południowomorawskim. Według danych z 31 grudnia 2003 powierzchnia miasta wynosiła 4 302 ha, a liczba jego mieszkańców 4 409 osób.
W mieście jest stacja kolejowa Pohořelice.

## Demografia
| Rok             | 1970  | 1980  | 1991  | 2001  | 2003  |
| --------------- | ----- | ----- | ----- | ----- | ----- |
| Liczba ludności | 4 085 | 4 554 | 4 378 | 4 362 | 4 409 |

Źródło: Czeski Urząd Statystyczny